# 欽ドン!
欽ドン!（きんドン!）とは、1970年代にニッポン放送で放送されたラジオ番組『欽ちゃんのドンといってみよう!』、1970年代にフジテレビ系列で放送された萩本欽一司会のバラエティ番組『欽ちゃんのドンとやってみよう!』の略称および、1980年代に放送されたその続編シリーズの総称である。
本項では2000年代にニッポン放送で放送されたラジオ番組『欽ちゃんのドンといってみよう!野球盤』『欽ちゃんのドンといってGO!GO!』、ニコニコ生放送で2015年に開始した『欽ちゃんのドーンとゴールド!』についても述べる。

## ラジオ

### 欽ちゃんのドンといってみよう!
『欽ちゃんのドンといってみよう!』（きんちゃんのドンといってみよう）は、1972年10月9日から1979年4月6日までニッポン放送などで放送されたラジオ番組。
関東地区では1974年10月以降は『危機一髪!ラジオよひらけ!ハッピッピ』、1975年4月以降は『大入りダイヤルまだ宵の口』内のフロート番組として概ね21:40 - 22:00頃の間に10分間放送で、放送初期には18時台に放送していた。
プロ野球のナイター中継が延長の際には放送中止となるが、ネット局により放送時間が異なる、ナイター中継の対戦カードが異なる等の事情により、放送を実施する局と中止となる局が混在するケースも発生した。放送中止となった回の振替放送は行われない。
コント55号での活動に限界を感じつつあった萩本が、新たな笑いの可能性を探ろうと始めたリスナー参加型のラジオ番組である。専門作家や芸人ではない一般のリスナーからテーマに沿ったコントを投稿させ、それをラジオで流してよいものを選ぶというスタイルだった。元は、この直前まで同じニッポン放送の土曜日24:00 - 25:00で、1972年4月から同年9月の6か月間放送されていた『どちら様も欽ちゃんです』の中で、聴取者の投稿からコントを募るコーナーとしてスタートし、好評だったことから単独の番組となった。
一般聴取者の投稿によるコントという方式は、後の『天才・秀才・バカ』シリーズ（谷村新司）などや『ビートたけしのオールナイトニッポン』における「ハガキ職人」の誕生など、後世にまで大きな影響を与えており、画期的な番組制作手法として評価されている。
スポンサーは集英社の一社提供で、萩本により番組の冒頭と終盤に「キミの心をつかむ、集英社がお送りする（した）『欽ドン』」と紹介された。
放送は平日夜の帯枠で曜日ごとにテーマが決まっていた。以下は代表的なものである。
- レコード大作戦 - 歌謡曲などのレコード音声の一部分を、本来とは違うシチュエーションで会話にコラージュ的に組み込む。
  - 事務所の後輩であるコサキンのラジオ番組で、これを模した「意味ねぇCD大作戦」というコーナーがあった[2]。
- ああカン違い - 会話形式のシチュエーションコント。バリエーションとして「夫婦の会話」「母と子の会話」「ワーイシリーズ」「あーらシリーズ」
- 痛烈ヤジ将軍 - スポーツなどの実況中という想定で、内容のずれたヤジを飛ばす。
- 突然の質問 - その名のとおり、ある人に質問するというもの。
- ドジシリーズ- ドジなやつとはどういうやつか。
- 根回し上手 - 上司の取引先への依頼を前に、部下が先走って行動したことを告げる。
- 商売上手 - 商店の店主と客とのおかしな会話など。
- 欽ドンスクープ - 週刊誌・タブロイド紙風のおかしなスクープネタ。

毎回オープニングには「今日のキャッチフレーズ」、エンディングには「今日の一言」という教訓のパロディ（五七五のもの）が、リスナー投稿から選ばれて読まれていた。
エンディングには、没ハガキのリスナー名を読み上げるコーナーがあり、エンディング終了後、月曜日は「今週もがんばろう」、火曜日から金曜日は「ラジオはハッピーな友達です」のジングルが流れる。
投稿作品にはその出来によって、スポンサーである集英社の雑誌名にちなんだ賞が贈られた。
- ノンノ賞（ノンノ）
- プレイボーイ賞（週刊プレイボーイ）
- 明星賞（明星）
- ロード賞（ロードショー）
- ジャンプ賞（週刊少年ジャンプ）
  - ジャンプ賞が最高賞で、番組後期には更に上のランクとして「ジャンプ賞の上（じょう）」が登場した。
  - ジャンプ賞の獲得者の中から最優秀作品が選ばれ「今日の五千円」として賞金5000円が贈られた。優秀作品が2本出た場合は「今日の三千円」となり、賞金は3000円ずつに減額となる。

笑いをとったネタには上記の賞が用意されていたが、そこそこ良くできてはいるが面白くないネタや多数送られてきた同一ネタなどのハガキは、萩本が「キレイだね!」と言って「キレイ箱」なる箱に突っ込んでいた時期もあった。
パーソナリティは萩本と女性のアシスタント“笑い姫”である。
【笑い姫】
- 1972年10月9日～73年9月：宮崎文子
- 1973年10月～75年1月17日、79年4月2日～6日[3]：斉藤京子
- 1975年1月20日～76年3月：木原早苗
- 1976年4月～77年3月：東海林万里子&野中深美子
- 1977年3月～79年4月6日：中村礼子

笑い姫は、ニッポン放送の若手女性アナウンサー（当時）が務めたが、中村のみ一般公募で選ばれた。
番組終盤には、クロベエこと黒部幸英もアシスタントに加わった。
収録に来ていたパジャマ党のメンバーやディレクター等のニッポン放送のスタッフの声が入ることがあった。パジャマ党の存在はリスナーにも知られるようになり、投稿のネタとしても（内輪ネタ的に）使われたりした。ラジオやテレビの裏側には制作スタッフがいることを視聴者に隠さず示し、それまで邪道とされていた楽屋落ちまでも積極的に使用したことも、以後の番組制作やタレントの言動に大きな影響を与えており、画期的なことだったと評価されている。
萩本が企図した「既成の作家や芸人とは違った笑いの発掘」という狙いは当たり、それをもとに萩本はこれをテレビ企画とすることを構想するに至る。
テレビの『欽ちゃんのドンとやってみよう!』がヒットした後もラジオの欽ドンは続いたが、1978年12月に行われた「最高のコントに10万円を出す」という「欽ドングランプリ」の企画を花道として、1979年4月6日（欽（金）曜日）に7年間の放送を終了した。なお、これより6か月後の1979年10月からは、ナイターオフ期間限定の番組として、同じくニッポン放送で『欽ちゃんのここからトコトン』（毎週土曜日18:00 - 19:00、1979年度のみ18:30 - 19:30）がスタート、1984年3月まで5期間続けて放送されていた。その中で一度「帰ってきた欽ドン」なる企画もあった。また1987年10月からのナイターオフ期間にも、『ニュースワイド 欽ちゃんのもっぱらの評判』（毎週金曜日18:00 - 20:00、19:00 - 19:30のコーナー「ニッサン オールニッポン・シリトリグランプリ」のみ全国ネット）が放送された。

#### 放送ネット局
1974年10月当時。時差ネット含
- ニッポン放送 21:40 - 21:50
- 北海道放送 21:30 - 21:40
- 東北放送 21:35 - 21:45
- 中部日本放送 21:45 - 21:55

- 朝日放送 21:20 - 21:30
- 中国放送 21:40 - 21:50
- 九州朝日放送 21:40 - 21:50

### 欽ちゃんのドンといってみよう!野球盤
『欽ちゃんのドンといってみよう!野球盤』（きんちゃんのドンといってみよう やきゅうばん）は、ニッポン放送で2007年10月4日から2008年3月20日まで、日本標準時木曜 20:30 - 20:50に放送された番組。ガリバーインターナショナルの一社提供であるため、提供クレジット上のタイトルは『ガリバープレゼンツ 欽ちゃんのドンといってみよう!野球盤』となる。萩本にとっては『ニュースワイド 欽ちゃんのもっぱらの評判』以来、19年ぶりのラジオレギュラー。タイトル通り、野球関連のネタコーナーに加え、野球選手などをゲストに招いたトーク展開。構成は鶴間政行が担当。

#### 放送ネット局
いずれも同時ネット
- ニッポン放送
- 栃木放送
- 茨城放送
- 西日本放送

### 欽ちゃんのドンといってGO!GO!
『欽ちゃんのドンといってGO!GO!』（きんちゃんのドンといってゴーゴー）は、2008年10月4日から2009年3月21日までニッポン放送で放送された番組。
前番組「欽ちゃんのドンといってみよう!野球盤」に引き続き、ニッポン放送ナイターオフシーズンの欽ドン!シリーズとして、土曜 21:00 - 21:30（日本標準時）に放送された。

### 欽ちゃんのドーンと50年!
2022年に放送から50年を迎えたのを記念し、ニッポン放送の年末特番として2022年12月30日11時 - 12時に放送された。萩本のほか、進行の垣花正、構成の鶴間政行が出演し、番組の歴史を振り返りつつ、「母と子の会話」の傑作選とリスナーからの新作、鶴間が新たに考えた「レコード大作戦」のネタを紹介、2代目アシスタントの斉藤京子も電話出演した。

## テレビ

### 第1次シリーズ（土曜20時枠・欽ちゃんのドンとやってみよう!時代）

#### 欽ちゃんのドンとやってみよう!
『欽ちゃんのドンとやってみよう!』（きんちゃんのドンとやってみよう）は、1975年4月5日から1980年3月までフジテレビ（CX）系列で放送された萩本欽一のバラエティ番組。毎週土曜19:30 - 20:54（1975年9月までは20:55まで）に放送された。当初は『欽ちゃんのドンとやってみよう!』の前に『萩本欽一ショー』とついていた。

##### 番組立ち上げから最初の中断まで
もともとは上記ラジオ番組のヒットから企画を起こし、1974年9月21日の20:00 - 20:55（土曜特番第3回。後のレギュラー放送と一部が同じ）にテレビ化トライアル番組『欽ちゃんのドンと行ってみよう!ドバドバ60分!』を放送。この番組は視聴率が一桁と振るわず、惨憺たる結果を生んだが、意外にも業界内での好評を得たことによって、翌1975年の春よりレギュラー化された。当初、初期の正式タイトルは『萩本欽一ショー・欽ちゃんのドンとやってみよう!』だった。
CX土曜夜8時枠は元々、1968年より坂上二郎とのコンビで主演した『コント55号の世界は笑う』が放送されていた枠である。55号としてはもちろん、同時に芸人（チーム名）を冠にした初のゴールデンタイムにおけるカラー放送のバラエティ番組で、体力の限りを尽くした縦横無尽のステージコントは55号人気の絶頂を決定付けることとなり、視聴率30%以上の高視聴率を誇った。しかし1969年にスタートした後発の『8時だョ!全員集合』の激しい追い上げによって、1970年4月に『コント55号のやるぞみてくれ!』にリニューアルするも失敗、放送期間1年11ヵ月をもって番組は終了してしまう。以後、ドリフ天下のバラエティ界のなか、同時間帯におけるレギュラー版『欽ドン!』のスタートは、萩本個人としても初の企画・主演番組であることもあり、相当の気合を込めて制作された。アシスタントとして当時新人の香坂みゆきが出演している。
なお、1977年4月 - 8月と1978年4月 - 8月、1979年4月 - 8月までは、萩本の企画構想期間として同番組は一旦中断。1977年4月 - 8月は、伊東四朗・おりも政夫らをメインキャストとした同じくプロデューサー常田久仁子・ディレクター三宅恵介の『がんばれ!ピンチヒッターショー』を、1978年4月 - 8月は『土曜グランドスペシャル』、1979年4月 - 8月は『【正式枠名無し単発枠】』をそれぞれ穴埋め番組として放送していた。これは、視聴率へのこだわりが強いうえに野球ファンだった萩本が、自身の冠番組をナイター中継の裏では絶対にやらないという強い意向を持っていたからである。そのため、以後の萩本のプライムタイムでの冠番組は、すべて21・22時台に放送されており、19・20時台に放送されたものはいずれもプロ野球シーズンオフのみである（1988年4月 - 6月に放送された「欽ちゃんの気楽にリン」(日本テレビ、水曜夜20時 - 20時54分)を除く）。なお『土曜グランド』では『欽ドン!』ファンのために、1978年6月17日・同年7月29日・同年8月19日3回に渡って、『欽ちゃんのドンとやってみよう!○月編』（『○』には放送月が入る）が放送されたが、『土曜グランド』でレギュラー的な存在のニューヤンキースは出演しなかった。

##### 番組のスタイル
綿密に計算されたコント中心の『全員集合』と異なり、『欽ドン!』は視聴者からのハガキ投稿を中心に、萩本が得意とするアドリブを主体にした番組構成である。NGでも面白がって放送してしまう手法は、ディレクターの三宅恵介をはじめ欽ドンを担当したスタッフや作家陣が多数参加し後の土8枠を彩る『オレたちひょうきん族』への礎となり、以降同枠に続く『めちゃ×2イケてるッ!』をはじめとするCXのバラエティ番組の伝統的手法となる。番組中、市井の一般人にタイトルコールをさせたり、萩本が股旅姿で観光地などに現れ、一般人を模造刀で斬るふりをして一般人が「ウワー」などと叫んで倒れるという場面が度々登場する。この手法は後に、『ひょうきん族』の「タケちゃんマン」コーナー冒頭の、一般人が空を指さして「あっ、タケちゃんマンだ!」と叫ぶ場面に受け継がれている。
第1期のオープニングはかなりの異色で、萩本では無く、外国の女性が出て来るフィルムが映し出され、「アレッ?」と視聴者が思った所で、女性が「キンド〜ン、キンド〜ン…」と呟く演出になっていた。
初回の視聴率は17.1%。放送後、スタッフの電話によって初回にしてはいきなりの高視聴率の結果を知った萩本は、受話器を握り締め涙したというエピソードがある。
番組で採用されたハガキには、面白かった順にバカウケ／ややウケ／ドッチラケのランク付けをされていた。なかでも「バカウケ」は当時の流行語にもなった。これは芸人の隠語を一般向けに使用したものと言われ（萩本によれば、最初に使ったのは大橋巨泉）、『欽ドン!』の代名詞「良い・普通・悪い」へとつながったと見る者もいる。
本番組の放送期間中の1977年1月 - 1979年1月に同じCX系で同じ土曜日に放送されていた『ヤッターマン』に登場するコックピットメカ「ちんちろりんのドッチラケ」は、本番組に由来している。
この番組で、萩本は前川清とコント54号としてコンビを組んだ。それまでの前川は「お笑い」に縁がないクールな二枚目イメージで売っていたが、萩本にお笑いの才能を引き出され、大成功を収めている。また、前川がリードボーカルを務めていた内山田洋とクール・ファイブもレギュラー出演。持ち歌を歌うだけでなく、歌の前の萩本とのトークコーナーで萩本から“イジられる”ことにより、前川以外のメンバーのキャラクターも、より広く親しまれることとなった。

##### 出演者
- 萩本欽一
- 香坂みゆき
- 前川清
- 内山田洋とクール・ファイブ
- 気仙沼ちゃん

ほか

#### 元日特別版
第1期継続中の1977年1月1日には、初めて放送が元日と重なった事、更に裏で『全員集合』（通常放送）が編成された関係上、当時ドリフもレギュラー出演していた正月恒例『第14回新春スターかくし芸大会』が翌々日の1月3日放送となったので、本番組の元日特別版を放送した。
番組は2部構成で、19:30 - 20:54の第1部『欽ちゃんのドンとやってみよう!元日おたのしみ特集』では、萩本とレギュラーのクール・ファイブがご挨拶を行い、研ナオコ・和田アキ子・内藤やす子らとカルタ取りを行ったり、同局放送中の『相性診断!あなたと私はピッタンコ』（関西テレビ制作）を萩本らで行うなどの内容。そして21:00 - 22:48の第2部『お正月!欽ちゃんのまだまだやってみよう!』では、「おめでたコント大会」と銘打ったコント集を、西城秀樹・森昌子・石川さゆりらや、中村メイコ・神津善行夫婦と共に行った。
因みに翌年（1978年）の元日は、前日（1977年12月31日。土曜日）に『第19回日本レコード大賞』放送のために休止になった『全員集合』の差し替え版が編成される関係上、『かくし芸』は1月2日放送となったため、CXは21:00の『アッ!はぷにんぐ・ニューイヤー』を除き、18:00以降は全て通常番組が編成、そのため萩本司会の『オールスター家族対抗歌合戦』も放送されたので、萩本は2年連続して元日に持ち番組を放送できた。また、前述の『レコ大』が放送された12月31日のフジテレビでは、19:30 - 20:54に子供向け年末特別番組『'77わんぱくチビッコ大集合!』が編成されたが、この番組にも本番組から萩本と前川が出演した。

### 第2次シリーズ（月曜21時枠・欽ドン!良い子悪い子普通の子時代）

#### 欽ドン!良い子悪い子普通の子
『欽ドン!良い子悪い子普通の子』（きんドン よいこわるいこふつうのこ）は、1981年4月6日から1983年9月12日まで、CX系列にて毎週月曜21:00 - 21:54に放送されたバラエティ番組。
よくある家庭をベースにしたセットで前番組の人気コーナーの「母ちゃんと子供の会話」と「三段落ち」を組み合わせたような内容。父親役の欽ちゃんに息子の「フツオ」「ヨシオ」「ワルオ」との会話で笑いをとった。会話は視聴者からの投稿がベース。
バラエティ番組であるため地上波での再放送は行われなかったが、CSでは開局間もないフジテレビ721で一部再放送が行われていた。2015年11月12日よりファミリー劇場にて再放送が行われ、6週に渡り2回分放送される。また事前番組として、お笑い好きの喫茶店のマスターとして大谷ノブ彦（ダイノジ）、喫茶店の客として、萩本の番組を始め多くのバラエティー番組のディレクターを務めた三宅恵介、萩本の全盛期を知らない壇蜜が出演し、萩本やそれ以外の芸人、昔のバラエティー番組の事を語る「燃えよ欽ちゃん」が10分番組として6週に渡って放送される。

##### 番組の歴史
前身となった『欽ちゃんのドンとやってみよう!』が一応の成果を収めて終了し、次の段階を伺うべく、再びラジオの世界に戻った萩本がニッポン放送で開始した『欽ちゃんのここからトコトン!』内で、再び聴取者からのハガキ投稿コーナーを開始。ある日の放送で、ラジオのスタッフにいた若手作家によって放送台本の片隅に、その週のテーマとして何気なく書かれた「良い子悪い子普通の子」という文字を見て、萩本は「コレだ!」と次への構想をひらめく。これが人気番組、最初の第一歩となった。
早速企画書にまとめあげた萩本は、CX以外の各局を駆け巡った。しかし「放送枠がない」「次の改編に間に合わない」という理由で却下されてしまい、CXに最後にかけあった。
当時、萩本はCXで『欽ちゃんの9時テレビ』（1980年10月13日 - 1981年3月23日、月曜夜9時放送）というバラエティ番組の司会を担当していた。「どか〜ん!のど自慢」のコーナーに多少の人気が集まっていたものの、視聴率的には振るわなかったことから、番組の降板を申し出ていた。しかし、局の編成担当者は「元々、フジの月曜夜9時は、開局以来20年間不振の枠なので数字のことは気にせずに。それよりも月9枠は、向こう10年は欽ちゃんに任せたから」と、萩本にとっては何物にも変え難い信頼の言葉を得ていたこともあって、一瞬のひらめきから「スグにでも番組化できる」と自信を持った萩本と、1981年の春改編にも間に合うかというCXの具体的思惑が一致したことから、番組は開始された。
この当時の萩本は、『欽ドン!』とテレビ朝日『欽ちゃんのどこまでやるの!?』、TBS『欽ちゃんの週刊欽曜日』『ぴったし カン・カン』、さらにはCX『オールスター家族対抗歌合戦』とヒット番組を抱え、その合計数字から「視聴率100%男」の異名を取る程の勢いだった。

##### 良い子・悪い子・普通の子
- フツオ（普通の子） … 長江健次 キャラクターは、どこにでもいる普通の高校生。
- ヨシオ（良い子） … 山口良一 キャラクターは、メガネに青の学ラン。
- ワルオ（悪い子） … 西山浩司 キャラクターは、リーゼント頭の不良少年。但し、変形学生服は着ていなかった。

西山はすでに初代『欽ドン!』（「欽ドン劇団」）に出演していたが、長江、山口にとっては「出世作」となった。
当初3人の息子役はワルオのみ中原理恵の起用が決まっていた。残るフツオとヨシオを一般オーディションで選出することとし、一旦はフツオに山口、ヨシオに西山が選ばれ長江はオーディションに落選していた。
しかし中原は『良い妻・悪い妻・普通の妻』も兼務することが決まっていたため、中原の負担のみが大きくなることを危惧したスタッフが萩本に配役の再考を提案、萩本も同意したもののオーディションが終了した後だったため具体的な配役を決めるにも候補がおらずスタッフは途方に暮れることになる。
しかし長江は一泊前提で大阪から上京していた関係でたまたまオーディション会場に居残っていたため彼を見つけたスタッフが急遽呼び戻し、さらに西山がもともとワルオ役を希望していたことから中原に代わるワルオ役は西山に任せることになり、さらに山口もヨシオ役にスライドして空いたフツオ役に長江を当てはめたところしっくりきたため、上記の配役に決定したというエピソードがある。
フツオ・ヨシオ・ワルオの3人がイモ欽トリオを結成、『ハイスクールララバイ』（フォーライフ・レコード）でレコードデビューし、大ヒットする。当時、レコードの歌詞カードに記載されていたプロフィールで山口の生年月日が、他の2人より年上だったことから『不明』とされていた。後に萩本欽一はこの曲は「欽ドン!良い子悪い子普通の子」開始時点で既に出来上がっていたと証言している。
フツオ役は、長江が翌年に大学受験を控えていたために1982年9月27日で降板。その後、2代目フツオとして後藤正に交代される。しかし、1983年1月にシングル『ティーンエイジ・イーグルス』がリリースされたのを最後に、イモ欽トリオとしての活動は自然消滅となり、後藤も1983年5月2日に降板、そのまま芸能界を引退。1983年5月9日からは、一般公募により最終選考まで残った沢村雅彦、大野哲也、境田晃一の3人がそれぞれフッくん（沢村）、ツッくん（大野）、オッくん（境田）として3代目フツオを演じた。3人のフツオ役を競わせ、最終的に境田が次番組の『欽ドン!良い子悪い子普通の子おまけの子』でフツオ役を演じることになった。

##### 良い妻・悪い妻・普通の妻
良い妻・悪い妻・普通の妻では「よし子」「わる子」「ふつ子」の三役を中原理恵が演じ分けた。
- よし子（良い妻）髪を後ろでおだんごにまとめ、黒ぶちメガネをかけた、お金持ちの奥さま風キャラ。
- わる子（悪い妻）チリチリパーマの爆発アフロヘアで、凶悪スケバン風キャラ。
- ふつ子（普通の妻） 素の中原理恵。

中原は、ニッポン放送『欽ちゃんのここからトコトン』やテレビ朝日『欽ちゃんのどこまでやるの』などにゲスト出演した際、そのトークの面白さを萩本に買われ、レギュラーに起用されることとなった。
前述のとおり、当初は『良い子・悪い子・普通の子』のコーナーにもワルオ役で出演する予定だったが、スタッフの提案でこちらのコーナーに専念することとなった（その結果、当初オーディション落選だった長江が復活してフツオ役を手にすることになる）。
それまでお笑いとは程遠い「都会的でクールな美女」というシリアスイメージだった中原が、そのイメージを打ち破る見事なコメディエンヌぶりで三役を演じ分け、「おーみーごーとー」（よし子）などのギャグとともに人気大爆発。 歌手として1978年にデビュー、「東京ららばい」「ディスコ・レディー」などが大ヒットとなり『NHK紅白歌合戦』にも出場したが、1979年以降はヒット曲には恵まれずやや地味な存在になっていた中原が、この番組で人気が再ブレイク。以後、映画・ドラマ・バラエティ・CM等、各方面で大活躍することとなる。中原が中途降板したのは不倫騒動を起こし、萩本が激怒したためとの噂が流れたが、実際は歌手活動を続けたい中原の意志もあり、コメディエンヌとして飽きられぬよう萩本が充電の必要性を認めたためといわれる。
中原降板後、コーナーが終了するまでの間、島倉千代子や森光子などの著名な歌手や女優が毎回ゲストとして登場し、良い妻・悪い妻・普通の妻を演じている。

##### 良いOL・悪いOL・普通のOL
更に新キャラクターとして良いOL、悪いOL、普通のOLが登場。このOL3人組は、よせなべトリオとして1982年8月5日に「大きな恋の物語」でレコードデビューも果たし、オリコン最高位8位、売上16.8万枚を記録するヒットを飛ばす。歌番組に出演することもあったが松居直美を抜きでの出演が多かった。これは松居直美は1982年デビュー当時中学生であり、個人事業主としての活動ではあるもののみなし労働者と扱われた場合18歳未満の者の22時以降の就業を禁じた労働基準法の従来規定に抵触する恐れがあったため。松居直美にとってはこのコーナーが「出世作」となった。
- フツ山（普通のOL） … 松居直美
- ヨシ山（良いOL） … 生田悦子
- ワル山（悪いOL） … 小柳みゆき（現・小柳友貴美）。トレードマークは、黒縁のメガネにパーマ。フツ山・ヨシ山と違って態度がガサツ。

##### 番組後半のコーナー
番組の後半は萩本が白衣姿の博士、レギュラーメンバーが門下生に扮して、テーマ自由の「良い、悪い、普通」を発表する「萩本博士の研究レポート発表会」のコーナー、「日記」のコーナーが放送された。また、萩本と車だん吉が名作映画の一場面を再現して笑いをとるコントが、随時挿入された。

##### 投稿の募集について
番組での各コーナーで披露されるネタは一般からハガキで募集し、採用された人には番組からオリジナルトレーナーがプレゼントされた。この投稿採用者の氏名については、番組の最後のところでまとめて字幕で表示され、さらにその中から選ばれた「欽ドン賞」（原則として、各コーナーごとに1作品ずつ選ばれる）の作品については、もう一度それを再放送（アンコール）をするというサービスも行われ「以上の皆様、おめでとうございます。」の字幕を出して受賞者を称えるという演出があった。
オリジナルトレーナーは基本的に改編期ごとにデザインが変わり、また、欽ドン賞獲得者には2枚贈られるというルールの存在もあり、採用数最多の投稿者がそれらをツギハギしてクッションカバーを作ったとのエピソードが番組で紹介されたこともある。
一度だけ良い子・悪い子・普通の子のコーナーで、萩本が客いじりの流れから、一般観覧者が持参したハガキをもとにコントを行った事があり、ネタ的には通常なら採用されないレベルの内容だったが、放送されたという理由から、その場で萩本がオリジナルトレーナーを手渡している。ただし、真似する観覧者が出ないよう、今回だけの特別である事を番組内で萩本が明言している。

##### その他
1982年10月18日、この日は19:00から「横浜大洋×中日」（横浜スタジアム）の中継が行われ、中日は勝つか引き分けでリーグ優勝、負ければ巨人がリーグ優勝という状態だったが、本番組開始の21:00になっても決着が着かなかったため、急遽本番組を生放送に切り替え、OP抜きで萩本と息子たちが登場し、萩本が息子たちに「お前たち、どうするんだ?」と問い掛けると、息子たちはそれぞれ「野球が見たいですねえ」と返事したため、映像を横浜スタジアムに変えて中継を続行し、「中日の勝利→中日優勝」のシーンが放送された。これは、たまたま当日朝にフジテレビにいた萩本にスタッフが提案して実現したという。
なお、後に番組末期に放送された「欽ドン!クイズ」（「欽ドン!スペシャル」の一企画）では当時中日に在籍していた牛島和彦（放送時点ではロッテオリオンズに移籍）が出題者として登場した。

#### 欽ドン!良い子悪い子普通の子おまけの子
『欽ドン!良い子悪い子普通の子おまけの子』（きんドン よいこわるいこふつうのこおまけのこ）は、1983年9月19日から1985年5月6日まで、CX系列にて放送された番組で、『-良い子悪い子普通の子』のリニューアル版。

##### 新キャラクターを投入
『−良い子悪い子普通の子』の放送末期に3人いたフツオは、オッくん役だった境田晃一が演じる。また、これまでのメンバーに遠藤由美子演じる『おまけの子』ゆみこが新たに加わる。『欽ドン!』シリーズで一番長い文字数のタイトルとなった。
- フツオ（普通の子） …境田晃一
- ヨシオ（良い子） … 山口良一
- ワルオ（悪い子） … 西山浩司
- ゆみこ（おまけの子） … 遠藤由美子

なお「おまけの子」役となった遠藤には「おまけの子」のオーディション当日にトイレを我慢しながらオーディション会場へ駆け込んだ際、こともあろうに審査委員長の萩本に向かっていきなり「トイレはどこですか?」と尋ね、その度胸を萩本が気に入ったため、採用されたというエピソードがある。
新キャラクターとして、先生3人組が登場。後に『おまけの教頭』も登場（ - 1984年12月10日）。
- 普川先生（普通の先生） … 宮田恭男
- 良川先生（良い先生） … 柳葉敏郎

俳優として活躍する以前の時期の代表作。当時は秋田出身というキャラクターをフルに活かしてセリフを秋田弁で喋ったり、「生徒が実家（農家）の仕事を手伝っている」ことを説明する際には自ら田植えのシーンを演じて、校長役の萩本から感心されるなどしていた。
- 悪川先生（悪い先生） … 武野功雄
- ジェームス山口（おまけの教頭）… 山口良一

後に先生に代わり刑事となる。（1984年12月17日 - ）
- ふつた（普通の刑事） … 柳葉敏郎
- よした（良い刑事） … 関根勤

当初関根はリハーサル時の萩本のダミーを担当していた（萩本本人は客席からリハーサルの様子を見ていたため）。当然オンエアには一切使われないが、その真面目な仕事ぶりがスタッフにも認められ萩本への口添えとなり、結果「良い刑事」役を獲得することとなった。
- わるた（悪い刑事） … 武野功雄
- チャーリー・チャン（おまけの刑事） … 山口良一

良いお婆ちゃん 悪いお婆ちゃん 普通のお婆ちゃんでは、山口良一がお婆ちゃん三役を演じ、萩本の妻を志穂美悦子、おまけのお爺ちゃんを西山浩司が演じた。
下宿人（ - 1984年12月10日）
- 普通の下宿人 … 黒田アーサー
- 良い下宿人 … 金原亭駒平（現・金原亭世之介）
- 悪い下宿人 … 小原正也（現・柳家喬太郎）

娘（1984年12月17日）
- ふつえ … 坂上とし恵（現・野々村俊恵）
- よしえ … 梶三和子
- わるえ … 四季穂

##### その他
番組後半では部活動をモチーフにしたコントが演じられた。このコーナーには萩本はコントのアドバイスにまわり出演せず、すべて若手たちが演じていた。また、山口が花形満をもじった“花柄満”なるキャラクターに扮して、野球をモチーフにしたコントが演じられるのが定番となっていた。
番組エンディングとして「翼よ!」（作詞：石原信一、作曲：あかのたちお、歌：松本新吾）をバックに、山口と西山が出演する青春ドラマ風の映像が流れていた。
1985年に萩本の休養により、その年の3月25日で通常の構成の番組は打ち切られ、残りの回はコントの内容などを一部ダイジェスト用に編集した総集編で埋めた。
また、萩本の休養の間の月曜夜9時枠は宇崎竜童、所ジョージ出演のバラエティ番組『夜はタマたマ男だけ!!』（1985年5月13日 - 9月23日）を埋めた。
『〜おまけの子』終了から23年半後の2008年10月15日に、CX開局50周年記念DVDとして、『欽ドン!良い子悪い子普通の子』のDVD-BOXが発売された。

### 第3次シリーズ（月曜21時枠・マイルド欽ドン!〜シリーズの終焉）

#### マイルド欽ドン!
『マイルド欽ドン!』（マイルドきんドン）は、1985年10月7日から1986年4月28日まで、CX系列にて毎週月曜21:00 - 21:54に放送された。前シリーズ『-良い子悪い子普通の子おまけの子』から半年のブランクを得て、シリーズが再開された。
基本コンセプトは同じで、旅館編（宮川大助・花子、角野卓造が出演）などが放送された。角野の他にもレギュラー出演者に黒沢年男、水野久美など俳優が名を連ねコントを繰り広げた。番組の後半は「わかんない奴」のコーナーで「○○する奴」という風に視聴者からの投稿で発表するものだった。投稿ハガキの宛名の間違いを紹介するコーナーが1回だけ紹介され、「マイルド鉄ドン!」や「マイルド鈴ドン!」など「欽」の文字の間違いがあったが、極めつけは「ソフト欽ドン!」「マイルドドンドン!」などの大掛かりな間違いのはがきも紹介された。

#### 欽ドン!お友達テレビ
『欽ドン!お友達テレビ』（きんドン おともだちテレビ）は、1986年5月5日から10月27日まで、CX系列にて放送された番組。
シブがき隊がレギュラーに参加。ステージ上でのコントに加え、観客を入れずに収録する形式のコント（教師編など）が加えられた。

#### 欽ドン!ハッケヨーイ笑った!
『欽ドン!ハッケヨーイ笑った!』（きんドン ハッケヨーイわらった）は、1986年11月3日から1987年2月9日まで、CX系列にて放送。
前半は電話による視聴者参加ネタコーナー、後半は視聴者からの投稿ハガキやゲストが紙相撲を持参し、それを元にデザインした着ぐるみを関根勤、ジミー大西、当時まだ大阪でも大ブレイクする前のダウンタウンが来て等身大の紙相撲となって対戦する、という構成で放送。審判部長をジミーの師匠のぼんちおさむが務めた。しかし、萩本はジミーを扱いかねて3週間で降板させた。また、相馬高校の生徒がレギュラー出演も、ほとんど発言の機会はなかった。
『欽ドン!』史上最も大幅なリニューアルとなったが、視聴率は不振を極め、わずか3カ月で終了した。後に吉本興業の先輩芸人がダウンタウンに向かって「ハッケヨーイ終わった」と揶揄する発言があったほどである。
この番組は、当初は生放送だったが、数週経過後から、後半の相撲コーナーのみ前週に事前収録したものを放送する部分収録スタイルへ変更した。さらに前半パートがテコ入れのために相撲コーナーに変更されると、前半部分も収録となり、最終的には完全収録となった。
「マイルド欽ドン!」と同様、投稿ハガキの宛名の間違いを紹介するコーナーが1回だけあり、「黄ドン!ハッケヨーイ怒った」という大掛かりな宛名の間違いも紹介された。
なお、EDでスタッフ紹介のクレジットタイトルが流れる時は、縦書きで画面下に、左から右へ流れ、スタッフの名前も本名に「 - 山」や「 - 富士」などが付け加えられるなど、四股名風のものになっている。OPとEDでのスポンサー紹介の時には、そのスポンサーの名称が入った大相撲の懸賞幕のような幕を掲げて、土俵のセットの周りを回り、テレビ画面ではそのスポンサー名のアップになる、というものになっていた。

#### 欽ドン!スペシャル
『欽ドン!スペシャル』（きんドン スペシャル）は、1987年2月16日から3月23日までの間、CX系列にて放送。シリーズ最末期に放送された。
前述の「ハッケヨーイ笑った!」が早々に打ち切りとなり、この年の春の改編の時間帯で連続ドラマ枠が6年半ぶりに放送再開することが決まり、その残り期間に『欽ドン!』スペシャルとして放送された。
初回と第2回は「良い子悪い子普通の子」の復刻スペシャルとして長江、山口、西山、境田が当時の役柄で出演（長江と境田はこれが初対面だった）。初回では萩本と当時のコントを再現した。また、ゲストの明石家さんま（当時31歳）が学生服姿で萩本とコントで初共演し、散々ダメ出しを喰らった。萩本は「収録が終わって裏で『いやー、負けたわ！』って初めて叫んじゃったよ。さんまちゃんがずーっとしゃべりつづけて、自分が全然しゃべれない」と圧倒されたことを認めている（後年、このエピソードが『誰も知らない明石家さんま　第8弾』でドラマ化された）。
第2回ではイモ欽トリオが復活して「ティアドロップ探偵団」「ハイスクールララバイ」の2曲を熱唱。当時参加していなかった境田も長江とのパート交換で初めて唄った。ただし、境田だけテンポなどが全然バラバラで付いていけないため山口や西山から散々にツッコまれてしまい、唄として成立しない、というもの。コーナー自体が、長江の時は「良いイモ欽トリオ（普通のイモ欽トリオ）」、境田が参加すると「悪いイモ欽トリオ」になるという一連のギャグだった。
第3回と第4回は、「欽ドン!クイズ」と称して過去の番組映像を題材にクイズを繰り広げた。
第5回と最終回は、萩本が番組ゆかりの元出演者を訪ね歩く旅番組。境田の実家や気仙沼ちゃん一家が営む民宿を訪ねて旧交を温めるという内容で、これをもって約12年にわたって続いたTV版『欽ドン!』シリーズにピリオドが打たれた。そして2週間後の4月6日より開始した『アナウンサーぷっつん物語』を最初に、『欽ドン!』から今日まで続く『月9ドラマ』にバトンタッチした。

### 復活特番

#### 新春オールスター 欽ドン! 同窓会スペシャル
『新春オールスター 欽ドン! 同窓会スペシャル』（しんしゅんオールスター きんドン どうそうかいスペシャル）は、1994年1月4日（火曜日）21:00 - 22:54にCX系列にて放送された特別番組。
欽ドン!のテレビシリーズ放送終了から7年後の1994年1月4日、新春特番として欽ドン!のスペシャル番組を放送。ちなみにこの回は『欽ドン!』の歴史上唯一のステレオ放送を実施。
萩本の進行により、当時のメンバーとゲストが過去の傑作VTRを見ながらトークを展開した。ゲストは小堺一機や風見しんご、萩本が司会だった『TVプレイバック』のレギュラーだった石田純一、向井亜紀が出演した。
なお、萩本以外の席は上段より「良い席」（貴賓用ソファー）、「普通の席」（普通の椅子）、「悪い席」（茣蓙と座布団）というように分けられていた。

### その他
- 『欽ドン!』、『欽ちゃんのどこまでやるの!?』、『欽ちゃんの週刊欽曜日』が放送されていた1983年にはCX、テレビ朝日、TBS各局が垣根を越えて、春・秋・年末の改編期に持ち回りで、3番組が合体した欽ちゃんファミリー総出演の特番が放送された。なお春を担当したCXは『春の欽ちゃん祭り・欽ドン!欽どこ!欽曜日!3つまとめてドン!』のタイトルで1983年4月7日20:00～21:48に放送した[22]。（当時一部の地方局では21時からのネット、21時までは他局ネットのため）
- 1997年4月5日放送の特番『ザッツお台場エンターテイメント! 第6夜・お笑いの38年』にて『欽ドン!』を再現した企画が行われた。
- 2010年4月2日、NHKBSハイビジョンの「ザ☆スター」第1回・萩本欽一編にて、真矢みきと三谷幸喜による『欽ドン!』の再現が放送された。
- 2017年10月18日放送の『おじゃMAP!!2時間スペシャル』（19:00 - 20:54）に萩本がゲスト出演し、ザキヤマディレクター（山崎弘也[23]）演出のもと、香取慎吾（元SMAP）[23][24]とともに駒澤大学や萩本の自宅などを巡るロケ企画のほか、ザキヤマの要請により、萩本と香取による『欽ドン!良い子悪い子普通の子』の再現が放送された[25]。
- 第3次シリーズ（月曜21時枠時代）の提供スポンサーのうち、メナード化粧品は、現在の月9に変更された後も提供スポンサーを継続し、現在に至る。
- CXの開局に携わり、『欽ドン!』のプロデューサーを長く務めた常田久仁子は2010年11月3日、82歳で逝去。萩本は常田を母のように慕っており、同年11月26日に行われたお別れ会において萩本は「浅草から出てきた小汚いタレントを、萩本欽一という別の人間にしてくれた」と、号泣しながら感謝の言葉を述べた[26]。
- 日本テレビ系列で、地上デジタル化直前を記念して土屋敏男（当時・部長）が萩本と組んで制作した特別番組「欽ちゃん!30%番組をもう一度作りましょう!（仮）」では、萩本とほかのタレントによるロケがコーナーの中心であったが、萩本が下宿屋の女主人役に扮して子供たち（河本準一ほか）と留学生によるコントが『欽ドン!』のコーナーの再現のような形で行われた。

### スタッフ
- 構成：大岩賞介、詩村博史、永井準、鈴木しゅんじ、大倉利晴、鶴間政行、益子一男、加納健男、杉村美奈子、村松利史、高橋等、高橋秀樹、廣岡豊、石崎収、笠博勝、佐藤宗示、浦沢義雄、岩城未知男、三谷幸喜（おまけの子時代）
- 音楽：あかのたちお
- 演奏：新音楽協会
- コーラス：BUZZ、EVE
- 振付け：土居甫
- イラスト：かすやたかひろ
- タイトル画：西村宏
- スタイリスト：松田みはる
- 協力：浅井企画
- タイトル：川崎利治
- 編集：東洋現像所ビデオセンター→IMAGICA
- 技術協力：ニユーテレス
- ディレクター：竹島達修、三宅恵介、小林豊
  - 竹島と三宅は、1994年放送の『欽ドン!』特番ではプロデューサーを担当した。
- プロデューサー：常田久仁子
- 制作著作：フジテレビ

### 放映ネット局（時差ネット局含む）
系列は現在の系列。放送当時フジテレビ系列局や他系列とのクロスネット局には○を付加してある。
| 放送対象地域           | 放送局             | 系列                                         | 備考 |
| ---------------------- | ------------------ | -------------------------------------------- | --- |
| 関東広域圏             | フジテレビ         | フジテレビ系列                               | 制作局 |
| 北海道                 | 北海道文化放送     | フジテレビ系列                               | |
| 青森県                 | 青森テレビ         | TBS系列                                      | |
| 岩手県                 | 岩手放送           | TBS系列                                      | 現・IBC岩手放送 『欽ちゃんのドンとやってみよう！』のみ |
| 岩手県                 | テレビ岩手         | 日本テレビ系列                               | 『良い子悪い子普通の子』から |
| 岩手県                 | 岩手めんこいテレビ | フジテレビ系列                               | 『新春オールスター 欽ドン! 同窓会スペシャル』のみ |
| 宮城県                 | 仙台放送           | フジテレビ系列                               | |
| 秋田県                 | 秋田テレビ         | フジテレビ系列                               | ○1987年3月まではテレビ朝日系列とのクロスネット局 |
| 山形県                 | 山形テレビ         | テレビ朝日系列                               | ○『欽ドン!スペシャル』まで 1975年3月まで及び1980年4月～1993年3月まではフジテレビ系列フルネット局 1975年4月～1980年3月まではフジテレビ系列・テレビ朝日系列のクロスネット局 |
| 福島県                 | 福島テレビ         | フジテレビ系列                               | ○1983年9月まではTBS系列とのクロスネット局 |
| 山梨県                 | テレビ山梨         | TBS系列                                      | |
| 新潟県                 | 新潟総合テレビ     | フジテレビ系列                               | ○現：NST新潟総合テレビ 1983年9月まではテレビ朝日系列とのクロスネット局 1981年3月までは日本テレビ系列・テレビ朝日系列とのトリプルクロスネット局                            |
| 長野県                 | 長野放送           | フジテレビ系列                               | |
| 静岡県                 | テレビ静岡         | フジテレビ系列                               | |
| 富山県                 | 富山テレビ         | フジテレビ系列                               | |
| 石川県                 | 石川テレビ         | フジテレビ系列                               | |
| 福井県                 | 福井テレビ         | フジテレビ系列                               | |
| 中京広域圏             | 東海テレビ         | フジテレビ系列                               | |
| 近畿広域圏             | 関西テレビ         | フジテレビ系列                               | |
| 島根県・鳥取県         | 山陰中央テレビ     | フジテレビ系列                               | |
| 岡山県 →岡山県・香川県 | 岡山放送           | フジテレビ系列                               | ○1979年3月までの放送エリアは岡山県のみで、テレビ朝日系列とのクロスネット局 1979年4月の電波相互乗り入れに伴い放送エリアを香川県にも拡大、フジテレビ系列フルネット局に移行  |
| 広島県                 | 広島テレビ         | 日本テレビ系列                               | ○1975年9月まで 1975年9月まではフジテレビ系列とのクロスネット局 |
| 広島県                 | テレビ新広島       | フジテレビ系列                               | 1975年10月開局から |
| 山口県                 | テレビ山口         | TBS系列                                      | ○1987年9月まではフジテレビ系列とのクロスネット局 1978年9月まではフジテレビ系列・テレビ朝日系列とのトリプルクロスネット局                                                  |
| 徳島県                 | 四国放送           | 日本テレビ系列                               | |
| 愛媛県                 | 愛媛放送           | フジテレビ系列                               | 現：テレビ愛媛 |
| 高知県                 | テレビ高知         | TBS系列                                      | |
| 福岡県                 | テレビ西日本       | フジテレビ系列                               | |
| 佐賀県                 | サガテレビ         | フジテレビ系列                               | |
| 長崎県                 | テレビ長崎         | フジテレビ系列                               | ○1990年9月までは日本テレビ系列とのクロスネット局 |
| 熊本県                 | テレビ熊本         | フジテレビ系列                               | ○1989年9月まではテレビ朝日系列とのクロスネット局 1982年3月までは日本テレビ系列・テレビ朝日系列とのトリプルクロスネット局                                                  |
| 大分県                 | テレビ大分         | 日本テレビ系列 フジテレビ系列                | |
| 宮崎県                 | テレビ宮崎         | フジテレビ系列 日本テレビ系列 テレビ朝日系列 | 『マイルド』から『スペシャル』までは1週遅れで月曜19:00から放送 |
| 鹿児島県               | 鹿児島テレビ       | フジテレビ系列                               | ○1994年3月までは日本テレビ系列とのクロスネット局 1982年9月までは日本テレビ系列・テレビ朝日系列とのトリプルクロスネット局                                                  |
| 沖縄県                 | 沖縄テレビ         | フジテレビ系列                               | |

## ネット番組

### 欽ちゃんのドーンとゴールド!
2015年に萩本がウェブ放送局「欽ちゃんネル」を立ち上げ、その第1弾として「欽ドン!」シリーズをベースにしたニコニコ生放送「欽ちゃんのドーンとゴールド!」を2015年8月7日から2016年7月29日まで毎週金曜21時より原則1時間放送。全51回。

### 欽ちゃんのドーンとプラチナ!
2016年8月5日から2017年4月28日までFRESH!で配信された後続番組。

## 関連商品

### 書籍
ラジオ放送時代の1974年、番組本『欽ちゃんのドンといってみよう』（番組リスナーの希望者に全員プレゼント（送料分の切手代の同封が必要））が、非売品として発行された。（集英社発行）
最初のテレビ『欽ちゃんのドンとやってみよう!』のヒットを受け、ラジオの『欽ちゃんのドンといってみよう!』のものも合わせたコント集『欽ドン! いってみようやってみよう』が、集英社から刊行され、これもベストセラーとなった。続編がNo.6まで出版された。1975年12月時点で、発行部数はNo.1とNo.2だけで100万部を突破している。2010年現在は絶版。

### ゲーム
1982年、エポック社からボードゲーム「欽ドン!良い子悪い子普通の子ゲーム」が発売された。プレーヤー全員が投稿者となって葉書をたくさん出し、どのくらい採用されるか、そして採用されたらどのくらいウケるのかを争っていき、最後に欽ドン賞を取った人が勝ち、というルールだった。

### DVD
- フジテレビ開局50周年記念DVD 欽ドン!良い子悪い子普通の子DVD-BOX（2枚組） - 2008年10月15日発売、フジテレビ映像企画部/ポニーキャニオン

## その他
- 『コント54号のギャグ大行進 花の五年生』 - コント54号を主人公にした読み切りのギャグ漫画。小学館小学五年生1976年4月号掲載[30]。
- 『欽ドンはこうしてつくられる』 - 『欽ドン!』（テレビ版）の制作過程をレポートした漫画。小学館小学五年生1976年5月号掲載[31]。
- 『ブラパン専科』 - 風間宏子の漫画[32]。『欽ドン!』（テレビ版）の収録に来た萩本が作中キャラクターと掛け合いをするシーンがある。小学館少女コミック掲載。